# 1969年全米オープン (テニス)
1969年 全米オープン（1969ねんぜんべいオープン、US Open 1969）に関する記事。アメリカ・ニューヨーク市クイーンズ区フォレストヒルズにある「ウエストサイド・テニスクラブ」にて開催。

## 大会の流れ
- 公式大会の「全米オープン」（英語：Open Era Grand Slam）は、フォレストヒルズで1969年8月28日から9月9日にかけて開催された。こちらの優勝者が、大会公認の優勝者となる。
- 全米オープンの男子シングルスは「128名」の選手による7回戦制で、女子シングルスは「64名」の選手による6回戦制で行われた。シード選手は男子16名、女子8名。男女とも「1回戦不戦勝」（抽選表では“Bye”と表示）はない。
- コートのサーフェス（表面）は、芝生コートで実施された。
- 1968年と1969年のみ、別途開催として「全米選手権大会」（英語：US National Champs）が行われた。こちらの優勝者は、大会の優勝記録に数えない。正式な「オープン化時代大会」との相違点は以下の通りである。
  - 「オープン化時代大会」はプロ選手も出場できるが、「全米選手権大会」はアマチュア選手のみが出場した。
  - 全米選手権大会の実施部門は男女シングルス・男女ダブルスで、混合ダブルスは実施されなかった。

## 全米オープン

### シード選手

#### 男子シングルス
1. ロッド・レーバー　（優勝、7年ぶり2度目）
2. ジョン・ニューカム　（ベスト4）
3. トニー・ローチ　（準優勝）
4. アーサー・アッシュ　（ベスト4）
5. トム・オッカー　（1回戦）
6. ケン・ローズウォール　（ベスト8）
7. クラーク・グレーブナー　（2回戦、途中棄権）
8. クリフ・ドリスデール　（1回戦）
9. ロイ・エマーソン　（ベスト8）
10. フレッド・ストール　（ベスト8）
11. アンドレス・ヒメノ　（4回戦）
12. スタン・スミス　（2回戦）
13. パンチョ・ゴンザレス　（4回戦）
14. マニュエル・サンタナ　（4回戦）
15. マーティー・リーセン　（4回戦）
16. デニス・ラルストン　（4回戦）

#### 女子シングルス
1. アン・ヘイドン＝ジョーンズ　（出場辞退）
2. マーガレット・スミス・コート　（優勝、4年ぶり3度目）
3. ビリー・ジーン・キング　（ベスト8）
4. ジュリー・ヘルドマン　（ベスト8）
5. バージニア・ウェード　（ベスト4）
6. ナンシー・リッチー　（準優勝）
7. ロージー・カザルス　（ベスト4）
8. ケリー・メルビル　（1回戦）

### 大会経過

#### 男子シングルス
準々決勝
- ロッド・レーバー vs.  ロイ・エマーソン　4-6, 8-6, 13-11, 6-4
- アーサー・アッシュ vs.  ケン・ローズウォール　8-6, 6-3, 6-4
- トニー・ローチ vs.  アール・ブックホルツ　6-1, 9-7, 5-7, 6-0
- ジョン・ニューカム vs.  フレッド・ストール　7-9, 3-6, 6-1, 6-4, 13-11

準決勝
- ロッド・レーバー vs.  アーサー・アッシュ　8-6, 6-3, 14-12
- トニー・ローチ vs.  ジョン・ニューカム　3-6, 6-4, 4-6, 6-3, 8-6

#### 女子シングルス
準々決勝
- ロージー・カザルス vs.  ピーチズ・バルトコビッツ　6-2, 6-2
- ナンシー・リッチー vs.  ビリー・ジーン・キング　6-4, 8-6
- バージニア・ウェード vs.  ジュリー・ヘルドマン　6-4, 6-3
- マーガレット・スミス・コート vs.  カレン・クランツケ　6-0, 9-7

準決勝
- ナンシー・リッチー vs.  ロージー・カザルス　7-5, 6-3
- マーガレット・スミス・コート vs.  バージニア・ウェード　7-5, 6-0

### 決勝戦の結果
- 男子シングルス： ロッド・レーバー vs.  トニー・ローチ　7-9, 6-1, 6-2, 6-2
- 女子シングルス： マーガレット・スミス・コート vs.  ナンシー・リッチー　6-2, 6-2
- 男子ダブルス： ケン・ローズウォール＆ フレッド・ストール vs.  チャーリー・パサレル＆ デニス・ラルストン　2-6, 7-5, 13-11, 6-3
- 女子ダブルス： フランソワーズ・デュール＆ ダーリーン・ハード vs.  マーガレット・スミス・コート＆ バージニア・ウェード　0-6, 6-4, 6-4
- 混合ダブルス： マーティー・リーセン＆ マーガレット・スミス・コート vs.  デニス・ラルストン＆ フランソワーズ・デュール　7-5, 6-3

## 全米選手権

### 決勝戦の結果
- 男子シングルス： スタン・スミス vs.  ボブ・ルッツ　9-7, 6-3, 6-1
- 女子シングルス： マーガレット・スミス・コート vs.  バージニア・ウェード　4-6, 6-3, 6-0
- 男子ダブルス： ディック・クリーリー＆ アラン・ストーン vs.  ビル・ボウリー＆ チャーリー・パサレル　9-11, 6-3, 7-5
- 女子ダブルス： マーガレット・スミス・コート＆ バージニア・ウェード vs.  メアリー・アン・アイゼル＆ バレリー・ジーゲンフス　6-1, 6-3

## みどころ
- 全米オープン男子シングルス優勝者のロッド・レーバーが、1962年に続いて2度目の「年間グランドスラム」を達成した。年間グランドスラムを「2度」達成した選手は、テニス史上でレーバー1人だけである。4大大会男子シングルス通算「11勝」は、ビョルン・ボルグ（スウェーデン）と並ぶ男子歴代4位タイ記録。